# Thomas Störning
Thomas Störning (* 26. März 1571 in Lübeck; † 21. Oktober 1641 ebenda) war ein deutscher Kaufmann und Ratsherr der Hansestadt Lübeck.

## Leben
Thomas Störning war ein Sohn des aus Rendsburg stammenden Lübecker Ratsherrn Heinrich Störning.  Störning immatrikulierte sich am 2. März 1593 zum Studium an der Universität Siena. Er wurde 1619 in den Lübecker Rat erwählt. Im Rat war er ab 1636 als Kämmereiherr tätig. Er verstarb im 71. Lebensjahr. Nach seinem Tod erhielt er in der Lübecker Marienkirche von seinem Testamentsvollstrecker Albrecht von Dassel ein Epitaph gesetzt, das von dem Bildhauer Jakob von Sandten gefertigt wurde. Das Epitaph verbrannte beim Luftangriff auf Lübeck 1942. Sein goldener Siegelring mit Familienwappen gelangte 1861 aus seiner Testamentslade in die Sammlung der Altertümer der Gesellschaft zur Beförderung gemeinnütziger Tätigkeit in Lübeck, aus der später die Lübecker Museen hervorgingen.
Er war verheiratet mit Elisabeth geb. Wibbeking, Tochter des Lübecker Ratsherrn Joachim Wibbeking.